# West Bradenham
West Bradenham var en civil parish fram till 1952 när den uppgick i civil parish Bradenham, i grevskapet Norfolk i England. Civil parish var belägen 8 km från Dereham och hade 218 invånare år 1951.